# Severka (Jekaterinenburg)
Severka (Russisch: Северка) is een nederzetting met stedelijk karakter in het westelijke buitengebied van het Russische stedelijke district Jekaterinenburg. De plaats ligt aan de gelijknamige rivier en de spoorlijn tussen Jekaterinenburg en Pervo-oeralsk.
Iets ten westen van de plaats ligt de heuvel Medvezjka.